# 银钟花
银钟花（学名：Halesia macgregorii），为安息香科银钟花属下的一个植物种。